# 皮名嘉
皮名嘉（1929年6月—2020年2月10日），男，湖北嘉鱼人，中国物理学家，哈尔滨工业大学物理学院教授。

## 生平
1929年6月出生。1950年8月毕业于浙江大学，同年赴哈尔滨工业大学物理研究生班学习并参加工作。1952年调任教务科副科长。1955年北京大学物理系研究生毕业后，在哈尔滨工业大学物理教研室任教。1981年加入中国共产党。1985年8月晋升为教授。主要从事光学的教学和科研工作。曾任哈尔滨工业大学普通物理教研室主任，黑龙江省物理学会理事长，中国物理学会理事，国家教委全国高等工科学校物理课程教学指导委员会委员，享受国务院政府特殊津贴。主编工科物理教材《物理学》，代表性论文《空间交会对接用激光雷达敏感器》《CO2激光外差接收的实时强度成像》等。
2020年2月10日在哈尔滨病逝，终年90岁。